# نيك فلانغن
نيك فلانغن (بالإنجليزية: Nick Flanagan)‏ هو لاعب غولف أسترالي، ولد في 13 يونيو 1984 في Belmont, New South Wales ‏ في أستراليا.

## وصلات خارجية
- نيك فلانغن على موقع رابطة لاعبي الغولف المحترفين (الإنجليزية)
- نيك فلانغن على موقع رابطة اليابان للاعبي الغولف المحترفين (الإنجليزية)
- نيك فلانغن على موقع التصنيف العالمي الرسمي للغولف (الإنجليزية)